# Rhantus sinuatus
Rhantus sinuatus är en skalbaggsart som först beskrevs av Leconte 1862.  Rhantus sinuatus ingår i släktet Rhantus och familjen dykare. Inga underarter finns listade i Catalogue of Life.